# Желтобрюхий канареечный вьюрок
Желтобрюхий канареечный вьюрок (лат. Serinus flaviventris) — небольшая певчая птица семейства вьюрковых.

## Описание
Желтобрюхий канареечный вьюрок достигает длины от 13 до 14 см. У самца рисунок лица от жёлтого до серо-зелёного окраса. Нижняя часть тела полностью жёлтая. Затылок и спина зеленовато-жёлтые с тёмной штриховкой. Кроющие крыльев, крылья и хвост чёрные с широкими жёлтыми кромками. Оперение самки значительно незаметнее, преимущественно серого окраса. На нижней части тела совсем мало жёлтого цвета.

## Распространение
Желтобрюхий канареечный вьюрок распространён от Южной Африки до Анголы. Его жизненное пространство — это поросшие кустарником луга.

## Размножение
В кладке от 3-х до 4-х яиц. Они светло-зелёного цвета, часто с тёмными штрихами. Кладку высиживает исключительно самка, кормит птенцов также только она. Самец участвует в кормлении выводка с восьмого дня их появления на свет. Выводковый период продолжается 18 дней. После того, как молодые птицы покидают гнездо, ещё несколько дней их кормит только самец.